# Emergency 5
Emergency 5 ist das letzte Spiel innerhalb der Emergency-Spieleserie. Das Echtzeit-Strategiespiel rund um die Koordinierung von Einsatzorganisationen wurde von Sixteen Tons Entertainment entwickelt und 2014 von Deep Silver veröffentlicht. Vorgänger war Emergency 4.
In der Kompilation Emergency 20 wurde es erneut veröffentlicht.

## Spielprinzip
Der Spieler ist Einsatzleiter der Einsatzorganisationen in den deutschen Großstädten Hamburg, Berlin, München und Köln und muss dort kleine Einsätze, aber auch diverse Katastrophen meistern. In einer Kampagne mit Hintergrundgeschichte können ebenfalls Einsätze absolviert werden.

## Rezeption
Die Fachpresse erhielt vorab keine Testversionen und riet nach der Veröffentlichung vom Kauf ab. Das Spiel leide an einer miserablen technischen Umsetzung. Die Framerate breche innerhalb der empfohlenen Hardwarekonfiguration völlig ein und sei nicht mehr spielbar. Zudem stürze das Spiel oft ab. Die Wegfindung sei serientypisch schlecht und zwinge den Spieler oft zum Neustart. Erstmals handeln die Rettungskräfte nach einer Wartezeit automatisch. Die Kampagne fange den Charme der deutschen Großstädte gut ein. Die zufallsgenerierten Nebenmissionen wiederholten sich oft und lassen sich auch nicht überspringen, da das verdiente Geld dringend benötigt wird. Das Spiel sei in einem frühen Entwicklungsstadium mit zahlreichen Fehlern veröffentlicht worden. Den Spielern kann nur zum Vorgänger Emergency 4 geraten werden. Das Spiel könne aufgrund der zahlreichen Programmfehler sein Potential nicht ausspielen. Im Mehrspielermodus treten oft Verbindungsabbrüche auf. Der mitgelieferte Leveleditor für eigene Einsätze sei umfangreich. Nach zahlreichen Patches konnte der Hersteller die gravierenden Fehler in den Griff bekommen.